# 优波扇多
优波扇多，梵名Upaśānta，又作优波膻大、优波膻驮，較接近梵音的漢語音譯應為“烏波扇德”。约生于西元三世纪顷之比丘，其事迹不详。著有《阿毗昙心论》六卷，系因法胜《阿毗昙心论》过于简略，而依之再增广而成者。《出三藏记集》卷十二列举萨婆多部记目录五十三祖中，第三十祖名为优波膻驮罗汉；又于同书之佛大跋陀罗师宗相承五十四祖中，第二十七祖名为优波膻大，此二人应皆与优波扇多为同一人。［开元释教录卷十三、阅藏知津卷十九、俱舍论法义卷一、缘山三大藏总目录卷中］